# Liste der Fornminnen in Hemsö

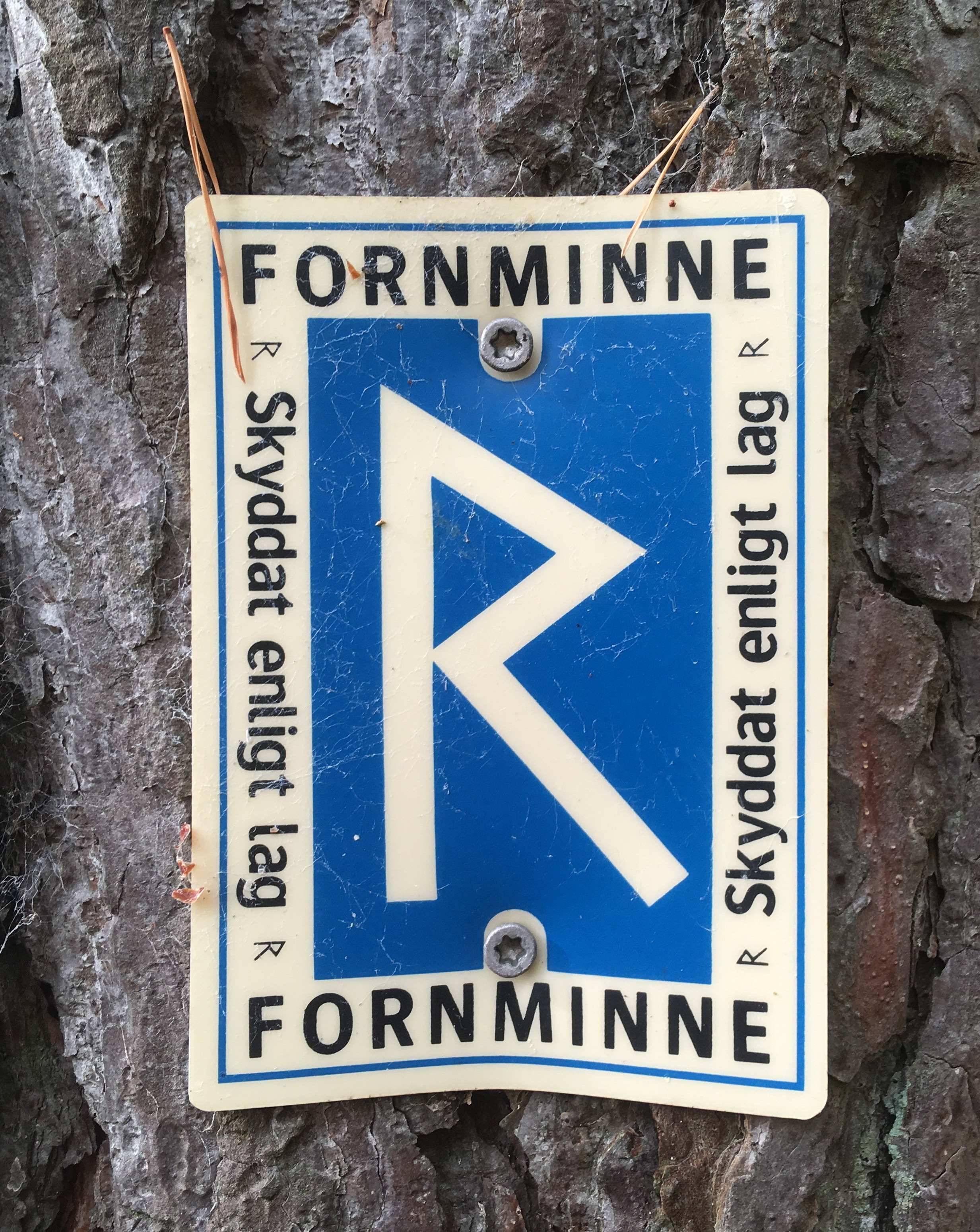
Zeichen für „Fornminnen“ in Schweden

Diese Liste der Fornminnen in Hemsö zeigt die „Alten/antiken Denkmale“ (schwedisch fornminnen) im ehemaligen Socken Hemsö in der heutigen Gemeinde Härnösand der schwedischen Provinz Västernorrlands län, sie ist eine Teilliste der „Liste der Fornminnen in Västernorrland“. Die Aufteilung basiert auf der historischen Zuordnung der Gebiete in Socken (siehe auch) und der Einteilung des Zentralamts für Denkmalpflege Riksantikvarieämbetet (RAÄ). Es werden die Fornminnen aufgeführt, die auf dem Suchdienst „Fornsök“ registriert sind, welcher weitere Informationen zu den bekannten kulturhistorischen Überresten in Schweden enthält.

## Begriffserklärung
Fornminnen (schwedisch für alte/antike Denkmale oder archäologische Funde) sind in Schweden alte Objekte und archäologische Funde (Fornlämningar), welche die Überreste menschlicher Aktivitäten in der Vergangenheit bezeichnen, die durch frühere Nutzung entstanden sind und dauerhaft aufgegeben wurden. Dabei gilt für Fornminnen, die vor 1850 entstanden sind, dass sie automatisch durch das Gesetz geschützt sind. Aber auch jüngere Überreste können zu Bodendenkmalen erklärt werden, wenn sie sich an ihrem ursprünglichen Standort befinden und weitgehend erdgebunden sind. Als Fornminnen zählen u. a. Siedlungen und Siedlungsreste aus prähistorischer Zeit, Gräber und Grabstätten, Burgruinen, Ruinen von Klöstern, Kirchen und Schlössern, Steine und Felsen mit Inschriften und Bildern (z. B. Runensteine und Petroglyphen), insofern sie nicht schon als Einzeldenkmal unter Byggnadsminnen (schwedisch für Baudenkmale) oder kyrkliga Kulturminnen (schwedisch für kirchliches Kulturgut) ausgewiesen sind.

## Legende
| ID           | = | ID.Nr. des Denkmalregisters (Fornsök) im schwedische Amt für nationales Kulturerbe (Riksantikvarieämbetet (RAÄ)) |
| Lage         | = | Koordinatenangabe des Standorts                                                                                  |
| Bezeichnung  | = | Bezeichnung des Denkmalobjekts (auch RAÄ-Nr.)                                                                    |
| Beschreibung | = | Name (Denkmaltyp/Dokumentenverweis im Arkivsök) sowie eine kurze Beschreibung des Objekts                        |
| Bild         | = | Bild des Objekts sowie Verweis auf weitere Bilder                                                                |

## Liste Fornminnen Hemsö
| ID             | Lage    | Bezeichnung (RAÄ-Nr.) | Beschreibung | Bild           |
| -------------- | ------- | --------------------- | --- | -------------- |
| 10246700020001 | (Karte) | Hemsö 2:1             | Hemsö 2:1 (Fischerdorf / L1936:8396) Reste eines ehemaligen Fischerdorfs (Gelände von etwa 75 x 55 m Größe) auf der im Osten von Hemsön gelegenen Halbinsel Kläffsön am Kläffsöviken, bestehend aus einem Fischereigrundstück, 2 Bootsanlegestellen und Hausfundamenten. Dazwischen tw. vergrabene Bootsreste und Steinwälle sowie im Norden eine Gruppe von etwa 20 Steinhaufen. | Weitere Bilder |
| 10246700190001 | (Karte) | Hemsö 19:1            | Hemsö 19:1 (Hofgrundstück / L1936:9360) etwa 120 x 60 m großes ehemaliges Hofgrundstück an einem Hügel nördlich der heutigen Siedlung "Prästhus", bestehend Hausfundamentresten und verstreut liegenden Fundamentsteinen. Auf einer Karte von 1765 zusammen mit einem weiteren Grundstück (nördlich davon siehe "Hemsö 44:1") und der etwa 50 m westlich gelegenen damaligen Kapelle (siehe "Hemsö 58") verzeichnet. | Weitere Bilder |
| 10246700270001 | (Karte) | Hemsö 27:1            | Hemsö 27:1 (Fischerdorf / L1936:8602) Reste von Grundstücken eines ehemaligen Fischerdorfs (Gebiet etwa 80 m Durchmesser) am Nordostufer der Insel Hemsön, bestehend aus 8 Parzellen, welche von niedrigen Steinwällen (etwa 0,5 m Höhe) getrennt und von einer tw. noch vorhandenen Straße verbunden sind. | Weitere Bilder |
| 10246700300001 | (Karte) | Hemsö 30:1            | Hemsö 30:1 (Tomtning / L1936:8677) etwa 5 x 3 m große prähistorische Tomtning im Nordosten der Insel Hemsön, ca. 250 m nördlich des Fischerdorf "Hemsö 27:1" am Ufer eines Bachlaufs; bestehend aus einem Hügel und größeren Steinen, mittig mit großer Fichte bewachsen. | Weitere Bilder |
| 10246700310001 | (Karte) | Hemsö 31:1            | Hemsö 31:1 (Tomtning / L1936:9227) etwa 6 x 4 m große trapezförmige prähistorische Tomtning mit begrenzender Steinmauer aus größeren Steinen, im Nordosten der Insel Hemsön, ca. 250 m südlich des Fischerdorf "Hemsö 27:1" an einer Lichtung gelegen. | Weitere Bilder |
| 10246700440001 | (Karte) | Hemsö 44:1            | Hemsö 44:1 (Hofgrundstück / L1936:9100) etwa 70 x 35 m großes ehemaliges Hofgrundstück nördlich der heutigen Siedlung "Prästhus", bestehend Baugrundstücksresten und einer quadratischen Steinsammlung (etwa 2 x 2 m), von einer etwa 1-2 m breiten und 0,5 m hohen Erd- und Steinmauer umgeben. Auf einer Karte aus dem 18. Jh. zusammen mit einem weiteren Grundstück (südlich davon siehe "Hemsö 19:1") und der etwa 200 m südlich gelegenen damaligen Kapelle (siehe "Hemsö 58") verzeichnet. | Weitere Bilder |
| 12000000039345 | (Karte) | Hemsö 58              | Hemsö 58 (Kapelle / L1934:387) Standort einer ehemaligen Kapelle (Gelände von etwa 60 x 50 m Größe) auf einem Hügel nördlich der heutigen Siedlung "Prästhus", welcher bei archäologischen Untersuchungen 2007 lokalisiert wurde. Nachgewiesen wurden Funde von 30 Münzen aus dem Zeitraum 1660-1830 und Besiedlungsresten, wie Ziegeln, Fensterglas, gebranntem Ton, Porzellan, Glas, Leder, Eisenfragmenten, Pfeifendeckeln, Knöpfen usw. sowie einem Schwellenstein und behauenen Steinen der Kapelle. Auf einer Karte von 1765 ist nördlich und östlich davon je ein Gehöft verzeichnet und die Kapelle mit einem Punkt markiert. | Weitere Bilder |